# Vienotība
Vienotība (deutsch Einigkeit, kurz V) ist eine politische Partei in Lettland, die am 6. August 2011 gegründet wurde. Es handelt sich um die Verschmelzung der liberal-konservativen Parteien Jaunais laiks, Pilsoniskā savienība und Sabiedrība citai politikai. Seit 2010 bestand Vienotība bereits als Wahlbündnis.

## Geschichte
Am 29. Januar 2009 wurde ein Vertrag über die Zusammenarbeit der drei beteiligten Parteien abgeschlossen. Zeitweise war auch eine Beteiligung der Parteien des Bündnisses Visu Latvijai im Gespräch. Am 6. März 2010 fand der Gründungskongress von Vienotība statt. Ģirts Valdis Kristovskis wurde zum Vorsitzenden gewählt und Valdis Dombrovskis als möglicher Kandidat für das Amt des Ministerpräsidenten genannt.
Bei der Wahl zur 10. Saeima am 2. Oktober 2010 wurde Vienotība mit 31,22 % der Wählerstimmen stärkste Kraft im Parlament und bildete eine Koalition mit dem Parteienbündnis Latvijas Zemnieku savienība/Latvijas Zaļā partija (ZZS). Im Rahmen eines Rotationsprinzips wurde Solvita Āboltiņa im März 2011 Vorsitzende des Bündnisses.
Am 6. August 2011 wurde Vienotība als Partei gegründet. Bei der Parlamentswahl im September 2011 erhielt diese 18,8 % der Wählerstimmen und bildete mit der Zatlera reformu partija und Nacionālā apvienība „Visu Latvijai!“ – „Tēvzemei un Brīvībai/LNNK“ (NA) die neue Regierung. Vienotība stellte im Kabinett Dombrovskis III erneut den Ministerpräsidenten. Nach Dombrovskis' Rücktritt am 27. November 2013 wurde Laimdota Straujuma, ebenfalls Mitglied der Vienotība und zuvor Landwirtschaftsministerin im Kabinett Dombrovskis III, am 22. Januar 2014 zur neuen Ministerpräsidentin gewählt. Sie war damit die erste Frau an der Regierungsspitze Lettlands und ihr Kabinett umfasste neben den Mitgliedern der bisherigen Koalitionäre auch die des neuen zusätzlichen Partners ZZS.
Bei der Europawahl in Lettland 2014 erzielte die Vienotība mit 46,2 % der Stimmen das mit Abstand beste Ergebnis aller Parteien, sie gewann vier der acht lettischen Mandate im Europäischen Parlament. Bei der Wahl zur 12. Saeima im selben Jahr gewann Vienotība 23 der 100 Sitze. Laimdota Straujuma wurde daraufhin als Ministerpräsidentin einer Koalition aus Vienotība, ZZS und NA wieder gewählt, blieb aber nur bis 2016 im Amt und wurde von Māris Kučinskis von der ZZS abgelöst.
Nach verschiedenen Skandalen und Abspaltungen musste die Partei, die zu den Wahlen 2018 im Wahlbündnis Jaunā Vienotība (neue Einigkeit) zusammen mit mehreren regionalen Kleinparteien angetreten war, erhebliche Verluste hinnehmen. Das neue Bündnis schaffte mit 6,69 % allerdings den (Wieder-)Einzug ins lettische Parlament und konnte 8 Abgeordnete entsenden. Mit Krišjānis Kariņš konnte die Partei – obwohl sie der kleinste unter den zunächst fünf Koalitionspartnern war – wieder den Ministerpräsidenten stellen. Zudem besetzte sie die Posten des Außenministers (Edgars Rinkēvičs) und des Finanzministers (Jānis Reirs). Auch die Europawahl 2019 brachte starke Verluste für die Vienotība. Im Laufe der Legislaturperiode konnte sich die Partei aber zunehmend stabilisieren. So kam es in diesen Jahren, bedingt auch durch Zerwürfnisse bei anderen Parteien, zu Übertritten von einigen Saeima-Abgeordneten zur Vienotība.
Bei der Parlamentswahl in Lettland 2022 trat man wieder im Bündnis Jaunā Vienotība an und konnte ein Großteil der Verluste der letzten Wahl ausgleichen. Krišjānis Kariņš blieb Ministerpräsident und stand ab dem 14. Dezember 2022 einer Koalition aus drei Parteien vor. Im Kabinett Kariņš II stellte man, neben dem Ministerpräsidenten, sechs Minister. Im Zusammenhang mit der Wahl des Außenministers Rinkēvičs zum neuen Präsidenten, kam es zu einer Regierungskrise und Aufkündigung dieser Koalition. Der bisherigen Sozialministerin Evika Siliņa gelang die Bildung einer neuen Koalition. Im neuen, seit dem 15. September 2023 regierenden, Kabinett Siliņa stellt die Vienotība, neben der Ministerpräsidentin, sieben Minister.

## Wahlergebnisse
| Jahr | Stimmen | Anteil | Mandate  | Platz |
| ---- | ------- | ------ | -------- | ----- |
| 2010 | 301.424 | 31,9 % | 33/100 1 | 1.    |
| 2011 | 172.567 | 18,8 % | 20/100   | 3.    |
| 2014 | 199.535 | 21,9 % | 22/100 2 | 2.    |
| 2018 | 56.542  | 6,7 %  | 7/100 3  | 7.    |
| 2022 | 173.425 | 19,0 % | 23/100 4 | 1.    |

| Jahr | Stimmen | Anteil | Mandate | Platz |
| ---- | ------- | ------ | ------- | ----- |
| 2014 | 204.979 | 46,2 % | 4/8     | 1.    |
| 2019 | 124.193 | 26,2 % | 2/8 5   | 1.    |
| 2024 | 130.236 | 25,0 % | 2/9 5   | 1.    |